# SN 2001ga
SN 2001ga – supernowa typu Ia odkryta 12 listopada 2001 roku w galaktyce A022751+0037. W momencie odkrycia miała maksymalną jasność 19,50m.